# Jaime Casas Monzón
CA Jaime Casas Monzón – hiszpański klub szachowy z siedzibą w Monzón.

## Historia
Klub został założony w 1973 roku. W 2009 roku zespół zadebiutował w División de Honor, jednak spadł wówczas z ligi. W 2016 roku powrócił na najwyższy szczebel rozgrywkowy. Zespół zajął wówczas trzecie miejsce, kończąc rozgrywki za Sestao XT i Ajoblanco Mérida. W sezonie 2021 klub zakończył rozgrywki ligowe na piątym miejscu. W sezonie 2024 klub zajął przedostatnie miejsce w lidze i spadł do Primera División. W 2024 roku klub wygrał rozgrywki Primera División.
Zawodnikami klubu byli m.in.: David Antón Guijarro, Wołodymyr Bakłan, Tamás Bánusz, Natalija Buksa, Irina Bulmaga, Pepe Cuenca, Mairelys Delgado Crespo, Ülviyyə Fətəliyeva, Daniel Forcén Esteban, Jurij Kryworuczko, Jurij Kuzubow, Julija Osmak, Anna Rudolf, Aydın Süleymanlı, Kiriłł Szewczenko, Aleksiej Szyrow i Nikita Witiugow.